# Megaladapidae
Famille
Les Megaladapidae sont une famille éteinte controversée de primates lémuriformes, originaires de Madagascar.

## Débat
Pour certains auteurs (Buettner et Ian Tattersall, Allaby), cette famille regroupe l'actuel genre Lepilemur avec ses neuf espèces, et le genre disparu Megaladapis. En 2005 il a été proposé de renommer cette famille (sous cette acception) en Lepilemuridae, selon le principe d'antériorité.
D'autres auteurs (Colin Groves, Corbet et Hill) font remarquer l'importance des différences (taille, caractéristiques physiques, mode de déplacement) entre les genres Lepilemur et Megaladapis. Ils placent donc les premiers dans la famille des Lepilemuridae et les seconds dans la famille des Megaladapidae.

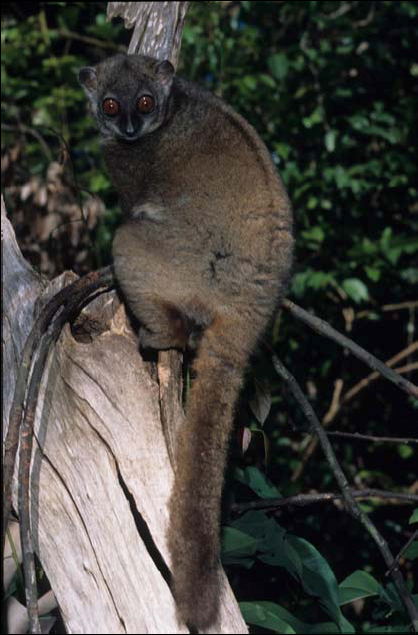
Lepilemur sahamalazensis.

## Liste des espèces
La famille des Megaladapidae ne compte qu'un genre et trois espèces, selon NCBI (6 septembre 2017) :
- † Megaladapis (Forsyth Major, 1894)
  - † Megaladapis edwardsi
  - † Megaladapis madagascariensis
  - † Megaladapis grandidieri

Si l'on devait y ajouter, selon ITIS (6 septembre 2017), le genre Lepilemur (I. Geoffroy Saint-Hilaire, 1851), la famille s'appellerait alors Lepilemuridae, conformément au principe d'antériorité.